# Danh sách thành phố tiểu bang Colorado
Danh sách các thành phố Tiểu bang Colorado, Hoa Kỳ:
- Arvada, Colorado
- Aspen, Colorado
- Aurora, Colorado
- Avon, Colorado
- Bayfield, Colorado
- Basalt, Colorado
- Berthoud, Colorado
- Black Hawk, Colorado
- Boulder, Colorado
- Breckenridge, Colorado
- Brighton, Colorado
- Broomfield, Colorado
- Brush, Colorado
- Burlington, Colorado
- Castle Rock, Colorado
- Cedaredge, Colorado
- Centennial, Colorado
- Cherry Hills Village, Colorado
- Colorado Springs, Colorado
- Commerce City, Colorado
- Cortez, Colorado
- Craig, Colorado
- Creede, Colorado
- Cripple Creek, Colorado
- Delta, Colorado
- Denver, Colorado
- Dillon, Colorado
- Durango, Colorado
- Eagle, Colorado
- Eaton, Colorado
- Edgewater, Colorado
- Englewood, Colorado
- Erie, Colorado
- Estes Park, Colorado
- Evans, Colorado
- Federal Heights, Colorado
- Firestone, Colorado
- Frederick, Colorado
- Fort Collins, Colorado
- Fort Lupton, Colorado
- Fort Morgan, Colorado
- Fountain, Colorado
- Frisco, Colorado
- Fruita, Colorado
- Georgetown, Colorado
- Glendale, Colorado
- Glenwood Springs, Colorado
- Golden, Colorado
- Grand Junction, Colorado
- Greeley, Colorado
- Greenwood Village, Colorado
- Gunnison, Colorado
- Gypsum, Colorado
- Idaho Springs, Colorado
- Ignacio, Colorado
- Johnstown, Colorado
- La Junta, Colorado
- Lafayette, Colorado
- Lakewood, Colorado
- Lamar, Colorado
- Larkspur, Colorado
- Limon, Colorado
- Littleton, Colorado
- Lone Tree, Colorado
- Longmont, Colorado
- Louisville, Colorado
- Loveland, Colorado
- Lyons, Colorado
- Minturn, Colorado
- Montrose, Colorado
- Monument, Colorado
- Morrison, Colorado
- Nederland, Colorado
- New Castle, Colorado
- Northglenn, Colorado
- Olathe, Colorado
- Pagosa Springs, Colorado
- Palmer Lake, Colorado
- Parker, Colorado
- Pueblo, Colorado
- Rifle, Colorado
- Sheridan, Colorado
- Silt, Colorado
- Silverthorne, Colorado
- Silverton, Colorado
- Town of Snowmass Village, Colorado
- South Fork, Colorado
- Steamboat Springs, Colorado
- Sterling, Colorado
- Stratton, Colorado
- Superior, Colorado
- Telluride, Colorado
- Timnath, Colorado
- Thornton, Colorado
- Trinidad, Colorado
- Vail, Colorado
- Westminster, Colorado
- Wheat Ridge, Colorado
- Windsor, Colorado
- Winter Park, Colorado
- Woodland Park, Colorado